# Cerro Pando
El cerro Pando es una montaña fronteriza entre Costa Rica y Panamá, que marca un tripunto entre las fronteras de las provincias panameñas de Bocas del Toro y Chiriquí y la línea fronteriza con Costa Rica. Forma parte de la Cordillera Central (cordillera de Talamanca en Costa Rica) y posee una altura de 2468 m.
Este cerro revistió importancia en la disputa fronteriza entre Costa Rica y Colombia (luego Panamá desde 1903), ya que se usó su posición para el trazado de la frontera entre ambos países desde el Fallo Loubet en 1900. En dicho fallo, ambas naciones consideraron que la línea fronteriza al sur del cerro Pando era válida (ratificado posteriormente en la Convención Anderson-Porras de 1910), pero la línea al norte del cerro fue objeto de disputa. Finalmente la frontera completa fue ratificada a través del Tratado Echandi-Fernández de 1941, teniendo al cerro Pando como punto de referencia en su trazado.